# Mikko Majander
Mikko Majander, född 1964, är en finländsk historiker.
Mikko Majander är docent i politisk historia vid Helsingfors universitet. 
Han disputerade 2004 på en avhandling om socialdemokrater och kommunister i Finland och uppfattningen om Finland i utlandet 1944–1951.
Han har varit verksamhetschef för tankesmedjan Kalevi Sorsafonden Han är numera (2019) samhällsanalytiker på tankesmedjan Magma.
Han har bland annat arbetat inom Kalla krigets historia samt vänsterns och arbetarrörelsens historia.